# خودژا-کازمالیار
خودژا-کازمالیار (به لاتین: Khodzha-Kazmalyar) یک منطقهٔ مسکونی در روسیه است که در شهرستان محرم‌کند واقع شده‌است.